# Chengdu J-20

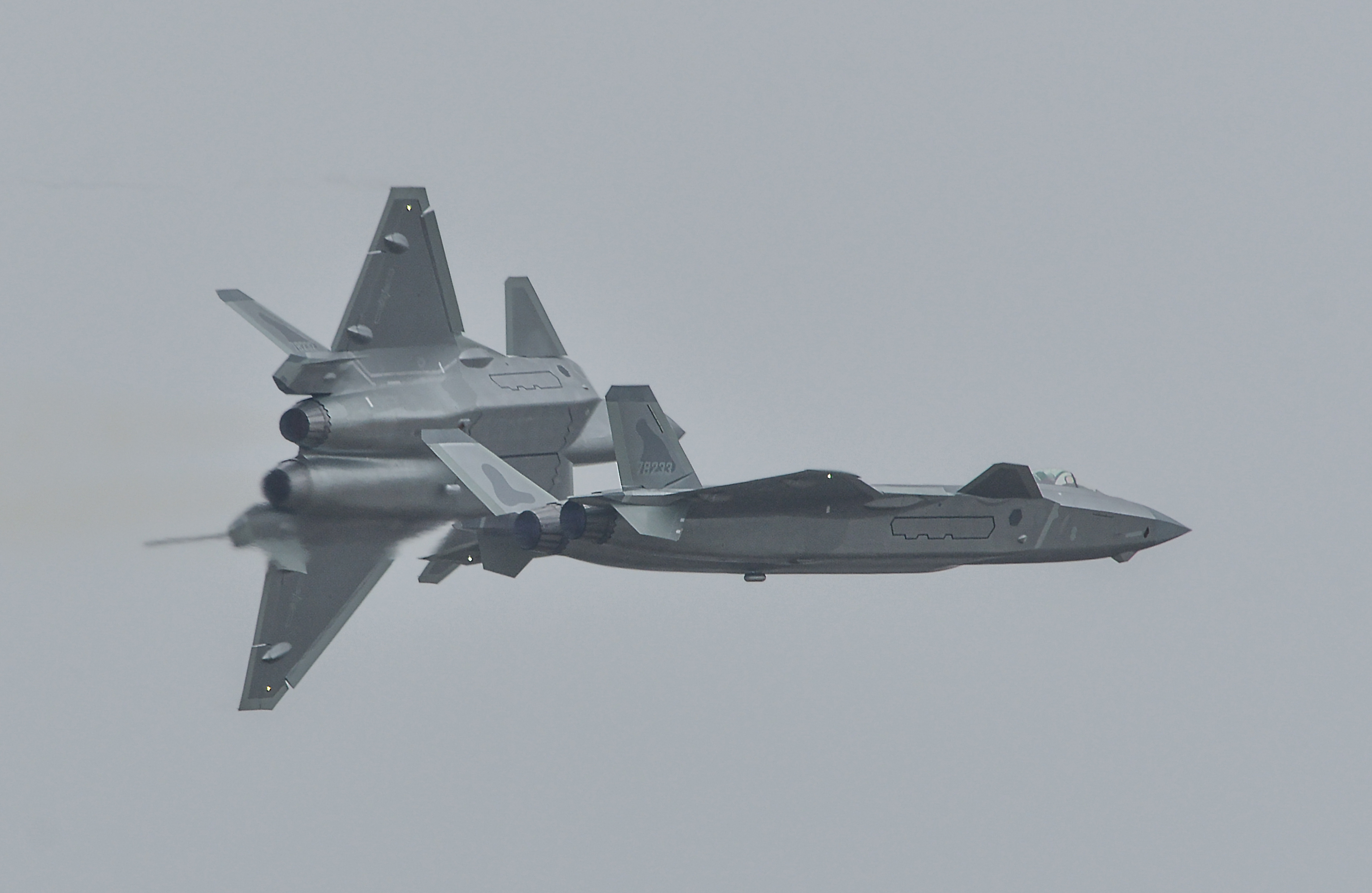
J-20

Chengdu J-20 (čínsky 殲-20, česky Čcheng-tu J-20, v kódu NATO Fagin) je čínský dvoumotorový stíhací letoun páté generace s kachními plochami používající technologii stealth. Letoun vyrábí firma Chengdu Aircraft Industry Group v nasazení je od roku 2017.

## Vznik
Projekt letounu byl zahájen koncem 90. let pod označením Projekt 718, v zahraničí znám jako J-XX. Komise postupně posuzovala návrhy od dvou týmů, z nichž jeden byl veden společností Shenyang Aerospace Corporation a druhý Chengdu Aerospace Corporation. V srpnu 2008 bylo oznámeno vítězství konsorcia CAC. Pohon měla zajišťovat dvojice čínských pohonných jednotek WS-15 o maximálním tahu po 180 kN s vektorovatelnými tryskami, které byly vyvíjeny od roku 2006. V květnu 2010 byla oficiálně potvrzena stavba dvou prototypů ve výrobním závodě č. 132 v Chengdu, z nichž jeden byl letový a druhý statický. První pojížděcí testy byly zahájeny 22. prosince 2010 na továrním letišti. Podle ABC News tento letoun možná využívá americké technologie získané z letounu F-117 Nighthawk, sestřeleného v roce 1999 nad Srbskem.

## Vývoj

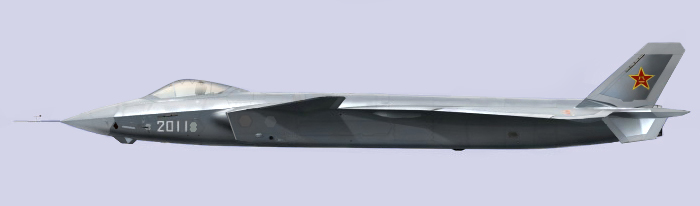
První prototyp stíhacího letounu J-20.

První testovací let prototypu byl uskutečněn 11. ledna 2011 v Chengdu zalétávacím pilotem Liangem Wanjunem. Podle některých analytiků je první létající exemplář vybaven dvojicí ruských motorů AL-31F. Délka stroje činí přibližně 20 m, rozpětí 13 m a výška 5 m. Maximální vzletová hmotnost se má pohybovat kolem 35 000 kg. Na jaře roku 2009 čínští hackeři odcizili tajné informace společnosti Lockheed Martin, týkající se projektu Lockheed Martin F-35 Lightning II. Bezpečnostní experti z Pentagonu se domnívají, že tyto informace byly použity při stavbě J-20. 

## Služba
K roku 2016 bylo identifikováno 6 letadel v aktivní službě, s čísly 78271-78276. Dalších 6 kusů mělo být dodáno letectvu koncem prosince 2016. 9. května 2017 Čínská vláda potvrdila vstup letadla J-20A do služby, tím se stala prvním provozovatelem stealth letounu v Asii.

## Specifikace
Data z Aviation Week & Space Technology

### Technické údaje
- Posádka: 1 pilot
- Délka: 20.4 m
- Rozpětí: 13.5 m
- Výška: 4,45 m
- Nosná plocha: 54.5 m²
- Prázdná hmotnost: 19 391 kg
- Maximální vzletová hmotnost: 36 288 kg
- Pohonná jednotka: 2x Shenyang WS-10G s tahem 87kN na motor, 140 kN při přídavném spalování

### Výkony
- Maximální rychlost: 2 100 km/h